# Everybody Loves a Happy Ending
Az Everybody Loves a Happy Ending a Tears for Fears angol együttes (Roland Jaime Orzabal De La Quintana és Curt Smith) 2005-ben kiadott albuma.

## Számlista
1. Everybody Loves a Happy Ending (4:21)
2. Closest Thing to Heaven (3:32)
3. Call Me Mellow (3:35)
4. Size of Sorrow (4:41)
5. Who Killed Tangerine (5:29)
6. Quiet Ones (4:19)
7. Who You Are (3:41)
8. The Devil (3:27)
9. Secret World (5:07)
10. Killing with Kindness (5:25)
11. Ladybird (4:45)
12. Last Days on Earth (5:41)

Bónuszdalok a brit és francia kiadáson
1. Pullin’ a Cloud (2:48)
2. Out of Control (5:08)